# Sfingolipidy
Sfingolipidy – grupa organicznych związków chemicznych, lipidowych pochodnych aminoalkoholu sfingozyny. Sfingozyna zawiera dwie grupy hydroksylowe i jedną aminową. Łańcuch sfingozyny jest połączony przez mostek tlenowy z etanoloaminą, seryną lub choliną i jednocześnie przez wiązanie amidowe z resztami rozmaitych kwasów tłuszczowych. Sfingolipidy są obecne w błonie komórek nerwowych, gdzie uczestniczą w mechanizmie przekazywania sygnałów elektrycznych i rozpoznawaniu molekularnym.

## Wśród sfingolipidów wyróżnia się
1. sfingomieliny (należą do fosfolipidów)
2. ceramidy
3. glikosfingolipidy, które dalej dzielą się na:
  - cerebrozydy
  - gangliozydy
  - sulfatydy
4. fosfosfingozydy
  - sfingomielidy

## Znaczenie biologiczne
Powszechnie uważa się, że sfingolipidy chronią powierzchnię komórek przed niebezpiecznymi czynnikami otoczenia przez tworzenie wytrzymałej mechanicznie i chemicznie najbardziej zewnętrznej warstwy błon komórkowych. Niektóre złożone glikosfingolipidy uczestniczą w mechanizmie rozpoznawania molekularnego i przesyłania sygnałów międzykomórkowych.
Stosunkowo proste produkty metabolizmu złożonych sfingolipidów,  takie jak ceramidy i fosforany sfingozyny są ważnymi mediatorami w kaskadach sygnałów blokujących apoptozę i negatywne skutki stresu.
Lipidy oparte na ceramidach mają tendecję do samoorganizacji, tworząc w błonach komórkowych obszary o większej lepkości niż pozostałe fosfolipidy. Uważa się, że oparte na sfingolipidach mikrodomeny służą do selekcji protein przechodzących przez te membrany. Tematyka badania mechanizmu tej selekcji stanowi jeden z najbardziej "gorących" obszarów badań nad biologią molekularną komórek.
Sfingolipidy są syntezowane w aparacie Golgiego, po czym są modyfikowane w endosomach. Ich transport z aparatów Golgiego do błon komórkowych odbywa się przez cytoplazmę w formie monomerycznej. Sfingolipidy nie występują w błonach wewnątrzkomórkowych otaczających mitochondrium i reticulum. W błonach zewnętrznych stanowią ok. 20-30% ich składu.